# Прсти на ногама
Прсти на ногама су израслине на нози човека и осталих примата. Као и у случају прстију на рукама, у нормалним околностима их има пет. Највећи прст се назива палац.